# سنتوزا
سنتوزا (به لاتین: Sentosa) استراحتگاه جزیرهای در سنگاپور است که سالانه در حدود ۲۰ میلیون بازدیدکننده را به خود جذب می‌کند. جاذبه‌های آن عبارتند از یک ساحل ۲ کیلومتر (۱٫۲ مایل) , فورت سوسیلو، دو زمین گلف، مرلاین، ۱۴ هتل، و استراحتگاه ورلد سنتوزا که شامل پارک تفریحی شهربازی یونیورسال استودیوی سنگاپور و یکی از دو کازینوی سنگاپور است.
از دیگر جذابیت های این جزیره میتوان به برگزاری جام جهانی فری فایر در آن اشاره کرد.

## مشخصات
جزیره سنتوزا مساحتی نزدیک به ۵ کیلومتر مربع (۱٫۹ مایل مربع) دارد. این جزیره تنها نیم کیلومتر (یک چهارم مایل) از ساحل جنوبی جزیره اصلی سنگاپور فاصله دارد.
این جزیره دارای بیش از ۲ کیلومتر ساحل پرکشش محافظت شده، استراحتگاه‌های مجلل، بندرهای تفریحی خصوصی و باشگاه‌های متعدد گلف است.

## تاریخچه
سنگاپور و جزیره سنتوزا در سده نوزدهم از مهم‌ترین مراکز تجاری بریتانیا بود و به دلیل قرار گرفتن میان کشورهای هند و چین، جایگاه و اهمیت ویژه‌ای داشت. پیش از حاکمیت بریتانیا هم سنگاپور از مهم‌ترین مراکز بازرگانی بود و بسیاری از بازرگانان و تجار در کنار دزدان دریایی به آن سفر می‌کردند. بیشتر ساکنان این جزیره را مردم مالایی، چینی و بوگیس‌ها تشکیل می‌دادند. بوگیس‌ها مردمانی هستند که ریشه در جزیره سولاوسی اندونزی دارند.
نام قبلی سنتوزا، «پولائو بلاکانگ ماتی» (Pulau Belakang Mati) بود که ترجمه آن می‌شود «جزیره‌ٔ پس از مرگ» که به شهرت این جزیره در مواجهه خشن با دزدان دریایی اشاره داشت.
پس از تسلیم شدن واحدهای مستعمراتی ارتش بریتانیا در سال ۱۹۴۲ سنگاپور به دست ژاپنی‌ها افتاد. ژاپنی‌ها نام سیونان را برای سنگاپور انتخاب کردند به معنای «نور جنوب.» در چند سال بعد، هزاران نفر در عملیات پاکسازی نیروهای ضد ژاپنی در جامعه چینی مقیم جزیره کشته شدند. مردان چینی ۱۸ تا ۵۰ سال فرا خوانده شدند و در نقاط مختلف جزیره به گلوله بسته شده و جسدشان به دریا انداخته شد.
سنتوزا همچنین اردوگاه زندانیان جنگی داشت که ۴۰۰ نیروی متفقین در آن زندانی بودند. چیا تیه پو، زندانی سابق سیاسی، سالها در زندانی در داخل سنتوزا در تبعید بسر می‌برد که پس از ۲۳ سال زندان آزاد شد.
در سال ۱۹۷۲ میلادی، دولت سنگاپور نام جزیره را به «سنتوزا» (در سانسکریت، سانتوشا) معنی صلح و آرامش در زبان مالایی تغییر دادو درصدد گسترش جاذبه‌های گردشگری آن برآمد.